# Тулуза-3
Тулуза-3 (фр. Toulouse-3, окс. Tolosa-3) — кантон во Франции, находится в регионе Юг — Пиренеи, департамент Верхняя Гаронна. Входит в состав округа Тулуза.
Код INSEE кантона — 3135. Кантон Тулуза-3 включает в себя часть коммуны Тулуза.

## Население
Население кантона на 2011 год составляло 43 024 человека.
| 1968 | 1975 | 1982 | 1990 | 1999   | 2006   | 2011   |
| ---- | ---- | ---- | ---- | ------ | ------ | ------ |
| —    | —    | —    | —    | 36 207 | 41 010 | 43 024 |